# ماری سویینی
ماری سویینی (انگلیسی: Mary Sweeney؛ زادهٔ ۱ ژانویهٔ ۱۹۵۳) تهیه‌کننده، فیلم‌نامه‌نویس، کارگردان، و تدوین‌گر اهل ایالات متحده آمریکا است. وی از سال ۱۹۸۳ میلادی تاکنون مشغول فعالیت بوده‌است. او بیش از بیست سال همکار و مدت کوتاهی همسر دیوید لینچ بود.

## به عنوان تدوینگر فیلم
- توئین پیکس (۱ ایزود، فصل ۲، ۱۹۹۰)
- توئین پیکس: با من بر آتش برو (۱۹۹۲)
- اتاق هتل (مجموعه تلویزیونی) (۱۹۹۳)
- بزرگراه گمشده (۱۹۹۷)
- داستان استریت (۱۹۹۹)
- جاده مالهالند (۲۰۰۱)

## به عنوان دستیار تدوینگر
- مخمل آبی (۱۹۸۶)
- از ته دل وحشی (۱۹۹۰)

## به عنوان تهیه‌کننده
- بزرگراه گمشده (۱۹۹۷)
- داستان استریت (۱۹۹۹)
- جاده مالهالند (۲۰۰۱)
- اینلند امپایر (۲۰۰۶)

## به عنوان نویسنده
- داستان استریت (۱۹۹۹)